# Gravitační studna
Gravitační studna je koncepční model gravitačního pole obklopujícího tělesa ve vesmíru. Čím masivnější objekt, tím hlubší a rozsáhlejší je odpovídající gravitační studna s tímto tělesem spojená. Slunce je ve srovnání s ostatními tělesy sluneční soustavy velmi hmotné, proto je jeho odpovídající gravitační studna „hluboká“ a rozsáhlá. Naproti tomu gravitační studny asteroidů nebo malých měsíců jsou malé a mělké. Vše, co je na povrchu tělesa, je na dně gravitační studny tělesa. Uniknutí z účinků gravitace daného tělesa se někdy nazývá překonání gravitační studny. Čím hlubší je gravitační studna, tím více energie potřebuje jakékoli těleso snažící se z gravitační studny uniknout.
V astrofyzice je gravitační studna specifický potenciál gravitačního pole kolem masivních těles. Existují ovšem i jiné typy potenciálových jam jako jsou elektrické nebo magnetické potenciálové jámy. Fyzikální modely gravitačních studní se někdy používají k ilustraci orbitální mechaniky. Gravitační studny jsou někdy zaměňovány s diagramy vnoření používanými v obecnou teorií relativity, ale tyto dva pojmy jsou jasně oddělené a nejsou přímo spojené.

## Podrobnosti
Pokud je G gravitační konstanta (G = 6.67×10−11 m3 kg−1 s−2), vnější gravitační potenciál sféricky symetrického tělesa o hmotnosti M se vypočte podle vzorce:
{\displaystyle \Phi (\mathbf {x} )=-{\frac {GM}{|\mathbf {x} |}}.}
Tento děj byl dokončen s vnitřním potenciálem úměrným |x|2, což odpovídá předmětu stejnoměrné hustoty, ale tento vnitřní potenciál je obecně irelevantní, protože oběžná dráha částice nemůže protínat těleso.
Potenciální funkce má hyperbolický průřez, náhlý pokles v centru stojí za jménem gravitační studna. Černá díra by neměla tento se uzavírající sklon. Vzhledem ke své velikosti je determinována pouze horizontem událostí.

## Fyzikální gravitační studna
V rovnoměrném gravitačním poli je gravitační potenciál přímo úměrný výšce. Tedy v případě, že graf gravitačního potenciálu Φ(x,y) je konstruován jako fyzikální povrch a umístěn do homogenního gravitačního pole tak, že skutečné pole ukazuje ve směru -Φ potom každý bod na povrchu bude mít skutečný gravitační potenciál úměrný hodnotě Φ v tomto bodě. V důsledku toho bude mít předmět nucený pohybovat se na povrchu zhruba stejné rovnice pohybu jako objekt samostatně se pohybující v potenciálovém poli. Gravitační studny na tomto principu lze nalézt v mnoha vědeckých muzeích.
V tomto modelu avšak existuje několik nepřesností:
- Tření mezi povrchem a objektem nemá analogii ve vakuu. Tento efekt může být snížen použitím koulí místo klouzavého bloku.
- Vertikální pohyb objektu přispívá kinetickou energií, což nemá obdobu. Efekt může být snížen použitím mělčí gravitační studny (výběr menšího faktoru měřítka pro osu Φ)
- Rotační kinetická energie kutálející se koule nemá žádný ekvivalent. Tento efekt lze snížit soustředěním hmoty koule v blízkosti jejího středu tak byl moment setrvačnosti malý ve srovnáním s 'mr².
- Centrum hmoty koule není umístěno na povrchu, ale v pevně dané vzdálenosti r, což mění potenciální energii o určitou hodnotu v závislosti na sklonu k povrchu v tomto bodě. Tento efekt lze u koulí dané velikosti eliminovat tím, že se střed hmoty koule posadí na povrch tak, aby ležel na grafu Φ.

## Model gumové tabule
Předpokládejme idealizovanou gumovou blánu v umístěnou jednotném gravitačním poli kolmém k bláně. V rovnováze se musí rovnat elastické napětí každé části blány a gravitační tah. To znamená:
{\displaystyle k\nabla ^{2}h=-g\rho }
kde k je elastická konstanta gumy, h(x) je posunutí blány směrem nahoru (předpokládá se malé), g je intenzita gravitačního pole, a ρ(x) je hustota hmoty blány. Hustota hmoty může být vlastní bláně nebo patřit objektům spočívajícím na povrchu blány. Tento rovnovážný stav je identický ke gravitační Poissonově rovnici.
{\displaystyle \nabla ^{2}\Phi =-4\pi G\rho }
kde Φ(x) je gravitační potenciál a ρ(x) je hustota hmoty. Tedy při prvním přiblížení, masivní objekt umístěný do gumové blány bude deformovat blánu do tvaru gravitační studny. Pokud umístíme blízko prvního objektu další, budou na sebe tyto objekty působit silou, která je přibližně stejná jako správný zákon síly.

## Gravitační studny a obecná relativita
Tuhá gravitační studna i model gumové blány jsou často mylně interpretovány jako modely obecné teorie relativity, v důsledku podobnosti s relativistickými diagramy vnoření a rovněž zakřivení světla v gravitačním poli. Zejména diagramy vnoření lze občas nalézt v učebnicích jako povrchně podobné gravitační studně.
Diagramy vnoření se však od gravitační studně liší v několika zásadních aspektech. Především, u gravitační studny lze jejím otočením "vzhůru nohama" změnit přitažlivou sílu na odpudivou. Zatímco otočení Schwarzschildova vnoření nemá žádný vliv. Vnitřní geometrie zůstane beze změny. Geodetiky po celém Schwarzschildově povrchu by se ohnuly směrem ke středové hmotě jako koule kroužící v gravitační studni, ale za zcela jiných důvodů. Neexistuje žádná obdoba Schwarzschildova vnoření jako odpudivého pole. Toto lze modelovat v obecné teorii relativity, ale nelze ho vnořit do třech dimenzí.
Schwarzschildovo vnoření je běžně kresleno s hyperbolickým průřezem jako potenciálová jáma, ale ve skutečnosti je jeho průřez parabolický, který na rozdíl od gravitační studny nemá kontakt s rovinnou asymptotou.